# Équipe de Suisse des moins de 17 ans de football
Maillots
L'équipe de Suisse de football des moins de 17 ans est constituée par une sélection des meilleurs joueurs suisses de moins de 17 ans sous l'égide de l'ASF.

## Parcours

### En championnat d'Europe
| Édition                                  | Qualifications  | Qualifications  | Qualifications  | Qualifications  | Qualifications  | Qualifications  | Qualifications  | Phase finale          | Phase finale  | Phase finale  | Phase finale  | Phase finale  | Phase finale  | Phase finale  |
| Édition                                  | Class.          | M               | V               | N               | D               | bp              | bc              | Résultat              | M             | V             | N             | D             | bp            | bc            |
| ---------------------------------------- | --------------- | --------------- | --------------- | --------------- | --------------- | --------------- | --------------- | --------------------- | ------------- | ------------- | ------------- | ------------- | ------------- | ------------- |
| Championnat d'Europe des moins de 16 ans |                 |                 |                 |                 |                 |                 |                 |                       |               |               |               |               |               |               |
| 1982                                     | 2e/3            | 4               | 2               | 0               | 2               | 17              | 9               | Non qualifiée         | Non qualifiée | Non qualifiée | Non qualifiée | Non qualifiée | Non qualifiée | Non qualifiée |
| 1984                                     | 3e/4            | 6               | 2               | 1               | 3               | 12              | 8               | Non qualifiée         | Non qualifiée | Non qualifiée | Non qualifiée | Non qualifiée | Non qualifiée | Non qualifiée |
| 1985                                     | 3e/3            | 4               | 0               | 1               | 3               | 0               | 8               | Non qualifiée         | Non qualifiée | Non qualifiée | Non qualifiée | Non qualifiée | Non qualifiée | Non qualifiée |
| 1986                                     | 3e/3            | 4               | 1               | 1               | 2               | 3               | 4               | Non qualifiée         | Non qualifiée | Non qualifiée | Non qualifiée | Non qualifiée | Non qualifiée | Non qualifiée |
| 1987                                     | 2e/2            | 2               | 0               | 0               | 2               | 1               | 8               | Non qualifiée         | Non qualifiée | Non qualifiée | Non qualifiée | Non qualifiée | Non qualifiée | Non qualifiée |
| 1988                                     | 1re/2           | 2               | 1               | 0               | 1               | 3               | 3               | 1er tour              | 3             | 0             | 1             | 2             | 3             | 5             |
| 1989                                     | 1re/2           | 2               | 1               | 1               | 0               | 1               | 0               | 1er tour              | 3             | 1             | 1             | 1             | 4             | 3             |
| 1990                                     | 2e/2            | 2               | 1               | 0               | 1               | 1               | 2               | Non qualifiée         | Non qualifiée | Non qualifiée | Non qualifiée | Non qualifiée | Non qualifiée | Non qualifiée |
| 1991                                     | Exemptée (hôte) | Exemptée (hôte) | Exemptée (hôte) | Exemptée (hôte) | Exemptée (hôte) | Exemptée (hôte) | Exemptée (hôte) | 1er tour              | 3             | 0             | 1             | 2             | 1             | 7             |
| 1992                                     | 2e/3            | 4               | 2               | 0               | 2               | 5               | 5               | Non qualifiée         | Non qualifiée | Non qualifiée | Non qualifiée | Non qualifiée | Non qualifiée | Non qualifiée |
| 1993                                     | 1re/2           | 2               | 2               | 0               | 0               | 6               | 2               | Quarts de finale      | 4             | 1             | 2             | 1             | 3             | 5             |
| 1994                                     | 1re/3           | 2               | 2               | 0               | 0               | 6               | 2               | 1er tour              | 3             | 0             | 0             | 3             | 5             | 14            |
| 1995                                     | 2e/2            | 2               | 1               | 0               | 1               | 3               | 3               | Non qualifiée         | Non qualifiée | Non qualifiée | Non qualifiée | Non qualifiée | Non qualifiée | Non qualifiée |
| 1996                                     | 1re/4           | 3               | 2               | 1               | 0               | 5               | 1               | 1er tour              | 3             | 0             | 0             | 3             | 2             | 7             |
| 1997                                     | 1re/3           | 2               | 1               | 1               | 0               | 8               | 1               | 3e place              | 5             | 2             | 1             | 2             | 6             | 8             |
| 1998                                     | 3e/4            | 3               | 1               | 1               | 1               | 5               | 2               | Non qualifiée         | Non qualifiée | Non qualifiée | Non qualifiée | Non qualifiée | Non qualifiée | Non qualifiée |
| 1999                                     | 1re/4           | 4               | 1               | 3               | 0               | 5               | 4               | 1er tour              | 3             | 1             | 1             | 1             | 7             | 6             |
| 2000                                     | 3e/4            | 3               | 1               | 0               | 2               | 4               | 4               | Non qualifiée         | Non qualifiée | Non qualifiée | Non qualifiée | Non qualifiée | Non qualifiée | Non qualifiée |
| 2001                                     | 1re/4           | 6               | 4               | 2               | 0               | 14              | 4               | 1er tour              | 3             | 1             | 1             | 1             | 3             | 4             |
| Championnat d'Europe des moins de 17 ans |                 |                 |                 |                 |                 |                 |                 |                       |               |               |               |               |               |               |
| 2002                                     | 1re/3           | 2               | 2               | 0               | 0               | 10              | 0               | Médaille d'or, Europe | 6             | 6             | 0             | 0             | 12            | 2             |
| 2003                                     | 2e/4 2e/4       | 3               | 2 1             | 0 1             | 1               | 5 2             | 5 2             | Non qualifiée         | Non qualifiée | Non qualifiée | Non qualifiée | Non qualifiée | Non qualifiée | Non qualifiée |
| 2004                                     | 3e/4            | 3               | 1               | 0               | 2               | 3               | 3               | Non qualifiée         | Non qualifiée | Non qualifiée | Non qualifiée | Non qualifiée | Non qualifiée | Non qualifiée |
| 2005                                     | 1re/4 1re/4     | 3               | 2               | 1               | 0               | 12 6            | 1 3             | 1er tour              | 3             | 1             | 1             | 1             | 5             | 5             |
| 2006                                     | 1re/4 3e/4      | 3               | 3 1             | 0 1             | 0 1             | 12 6            | 2 4             | Non qualifiée         | Non qualifiée | Non qualifiée | Non qualifiée | Non qualifiée | Non qualifiée | Non qualifiée |
| 2007                                     | 2e/4 2e/4       | 3               | 2               | 0               | 1               | 3 5             | 1 2             | Non qualifiée         | Non qualifiée | Non qualifiée | Non qualifiée | Non qualifiée | Non qualifiée | Non qualifiée |
| 2008                                     | 1re/4 1re/4     | 3               | 3 2             | 0 1             | 0               | 10 3            | 1               | 1er tour              | 3             | 1             | 0             | 2             | 1             | 4             |
| 2009                                     | 2e/4 1re/4      | 3               | 1 2             | 2 1             | 0               | 2 8             | 1               | Demi-finales          | 4             | 1             | 2             | 1             | 5             | 4             |
| 2010                                     | 2e/4 1re/4      | 3               | 2               | 0 1             | 1 0             | 12 5            | 4 3             | 1er tour              | 3             | 0             | 0             | 3             | 1             | 10            |
| 2011                                     | 1re/4 3e/4      | 3               | 2 1             | 1 0             | 0 2             | 4 2             | 1 4             | Non qualifiée         | Non qualifiée | Non qualifiée | Non qualifiée | Non qualifiée | Non qualifiée | Non qualifiée |
| 2012                                     | 2e/4 4e/4       | 3               | 1 0             | 1 0             | 1 3             | 7 2             | 4 6             | Non qualifiée         | Non qualifiée | Non qualifiée | Non qualifiée | Non qualifiée | Non qualifiée | Non qualifiée |
| 2013                                     | 1re/4 1re/4     | 3               | 2               | 1               | 0               | 9 3             | 2 1             | 1er tour              | 3             | 0             | 1             | 2             | 3             | 5             |
| 2014                                     | 1re/4 1re/4     | 3               | 2               | 1               | 0               | 7 3             | 0 1             | 1er tour              | 3             | 0             | 1             | 2             | 2             | 5             |
| 2015                                     | 4e/4            | 3               | 0               | 1               | 2               | 2               | 3               | Non qualifiée         | Non qualifiée | Non qualifiée | Non qualifiée | Non qualifiée | Non qualifiée | Non qualifiée |
| 2016                                     | 2e/4 4e/4       | 3               | 2 0             | 0 2             | 1               | 4               | 4 5             | Non qualifiée         | Non qualifiée | Non qualifiée | Non qualifiée | Non qualifiée | Non qualifiée | Non qualifiée |
| 2017                                     | 1re/4 3e/4      | 3               | 2 1             | 1 0             | 0 2             | 8 4             | 4               | Non qualifiée         | Non qualifiée | Non qualifiée | Non qualifiée | Non qualifiée | Non qualifiée | Non qualifiée |
| 2018                                     | 2e/4 1re/4      | 3               | 2               | 0 1             | 1 0             | 6 7             | 2 4             | 1er tour              | 3             | 2             | 0             | 1             | 4             | 2             |
| 2019                                     | 3e/4 3e/4       | 3               | 1 0             | 1 2             | 1               | 4               | 2 7             | Non qualifiée         | Non qualifiée | Non qualifiée | Non qualifiée | Non qualifiée | Non qualifiée | Non qualifiée |
| 2022                                     | 1re/4 3e/4      | 3               | 2 1             | 1 0             | 0 2             | 9 1             | 1 7             | Non qualifiée         | Non qualifiée | Non qualifiée | Non qualifiée | Non qualifiée | Non qualifiée | Non qualifiée |
| 2023                                     | 1re/4 2e/4      | 3               | 2 1             | 1               | 0 1             | 12 7            | 3 5             | Quarts de finale      | 4             | 2             | 1             | 1             | 5             | 2             |
| 2024                                     | 1re/4 3e/4      | 3               | 2 1             | 1 0             | 0 2             | 8 3             | 0 5             | Non qualifiée         | Non qualifiée | Non qualifiée | Non qualifiée | Non qualifiée | Non qualifiée | Non qualifiée |
| Total                                    | —               | 173             | 85              | 39              | 49              | 323             | 175             | 18/40                 | 62            | 19            | 14            | 29            | 69            | 98            |

### Parcours en Coupe du monde
| Année                              | Tour                               | J                                  | G                                  | N                                  | P                                  | Bp                                 | Bc                                 |
| Coupe du monde des moins de 16 ans | Coupe du monde des moins de 16 ans | Coupe du monde des moins de 16 ans | Coupe du monde des moins de 16 ans | Coupe du monde des moins de 16 ans | Coupe du monde des moins de 16 ans | Coupe du monde des moins de 16 ans | Coupe du monde des moins de 16 ans |
| ---------------------------------- | ---------------------------------- | ---------------------------------- | ---------------------------------- | ---------------------------------- | ---------------------------------- | ---------------------------------- | ---------------------------------- |
| 1985                               | Non qualifiée                      | Non qualifiée                      | Non qualifiée                      | Non qualifiée                      | Non qualifiée                      | Non qualifiée                      | Non qualifiée                      |
| 1987                               | Non qualifiée                      | Non qualifiée                      | Non qualifiée                      | Non qualifiée                      | Non qualifiée                      | Non qualifiée                      | Non qualifiée                      |
| 1989                               | Non qualifiée                      | Non qualifiée                      | Non qualifiée                      | Non qualifiée                      | Non qualifiée                      | Non qualifiée                      | Non qualifiée                      |
| Coupe du monde des moins de 17 ans |                                    |                                    |                                    |                                    |                                    |                                    |                                    |
| 1991                               | Non participante                   | Non participante                   | Non participante                   | Non participante                   | Non participante                   | Non participante                   | Non participante                   |
| 1993                               | Non qualifiée                      | Non qualifiée                      | Non qualifiée                      | Non qualifiée                      | Non qualifiée                      | Non qualifiée                      | Non qualifiée                      |
| 1995                               | Non qualifiée                      | Non qualifiée                      | Non qualifiée                      | Non qualifiée                      | Non qualifiée                      | Non qualifiée                      | Non qualifiée                      |
| 1997                               | Non qualifiée                      | Non qualifiée                      | Non qualifiée                      | Non qualifiée                      | Non qualifiée                      | Non qualifiée                      | Non qualifiée                      |
| 1999                               | Non qualifiée                      | Non qualifiée                      | Non qualifiée                      | Non qualifiée                      | Non qualifiée                      | Non qualifiée                      | Non qualifiée                      |
| 2001                               | Non qualifiée                      | Non qualifiée                      | Non qualifiée                      | Non qualifiée                      | Non qualifiée                      | Non qualifiée                      | Non qualifiée                      |
| 2003                               | Non qualifiée                      | Non qualifiée                      | Non qualifiée                      | Non qualifiée                      | Non qualifiée                      | Non qualifiée                      | Non qualifiée                      |
| 2005                               | Non qualifiée                      | Non qualifiée                      | Non qualifiée                      | Non qualifiée                      | Non qualifiée                      | Non qualifiée                      | Non qualifiée                      |
| 2007                               | Non qualifiée                      | Non qualifiée                      | Non qualifiée                      | Non qualifiée                      | Non qualifiée                      | Non qualifiée                      | Non qualifiée                      |
| 2009                               | Vainqueurs                         | 7                                  | 7                                  | 0                                  | 0                                  | 18                                 | 7                                  |
| 2011                               | Non qualifiée                      | Non qualifiée                      | Non qualifiée                      | Non qualifiée                      | Non qualifiée                      | Non qualifiée                      | Non qualifiée                      |
| 2013                               | Non qualifiée                      | Non qualifiée                      | Non qualifiée                      | Non qualifiée                      | Non qualifiée                      | Non qualifiée                      | Non qualifiée                      |
| 2015                               | Non qualifiée                      | Non qualifiée                      | Non qualifiée                      | Non qualifiée                      | Non qualifiée                      | Non qualifiée                      | Non qualifiée                      |
| 2017                               | Non qualifiée                      | Non qualifiée                      | Non qualifiée                      | Non qualifiée                      | Non qualifiée                      | Non qualifiée                      | Non qualifiée                      |
| 2019                               | Non qualifiée                      | Non qualifiée                      | Non qualifiée                      | Non qualifiée                      | Non qualifiée                      | Non qualifiée                      | Non qualifiée                      |
| 2023                               | Non qualifiée                      | Non qualifiée                      | Non qualifiée                      | Non qualifiée                      | Non qualifiée                      | Non qualifiée                      | Non qualifiée                      |
| Total                              | 1/19                               | 7                                  | 7                                  | 0                                  | 0                                  | 18                                 | 7                                  |